# Snögås
Snögås (Anser caerulescens) är en nordamerikansk fågel i familjen änder.

## Utseende
Snögåsen blir mellan 60 och 75 centimeter lång och har en vikt mellan 2 500 och 4 000 gram. Den har orangerosa näbb och fötter. Snögås förekommer i två morfer. En adult fågel i ljus morf har helvit fjäderdräkt och svarta handpennor. På en adult fågel i mörk morf, som också kallas "blågås", är bara huvudet, övre delen av halsen och stjärtspetsen vit. Resten går i brunt med blå och grå inslag. Det förekommer också mellanformer mellan dessa båda morfer. Jämfört med den mycket lika dvärgsnögåsen (Anser rossii) är snögåsen större, har mer utdragen näbb och svarta läppar.

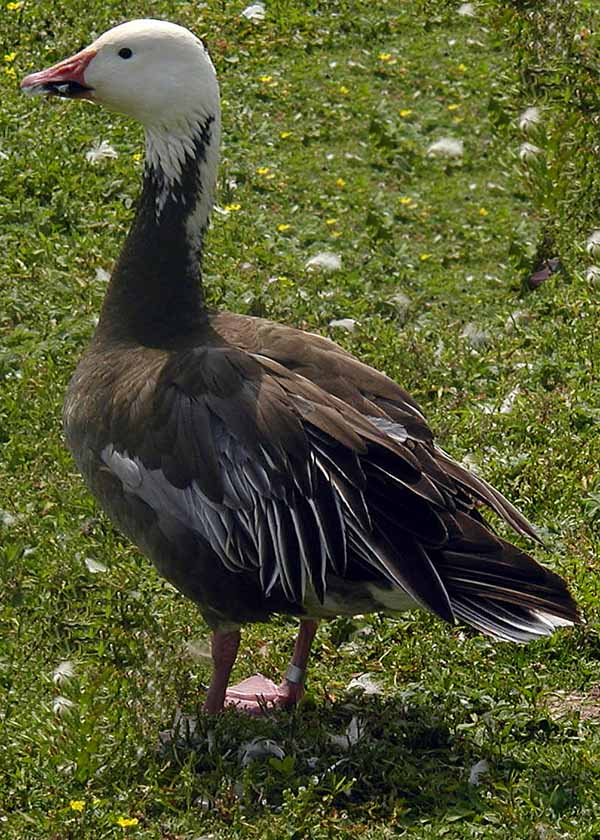
Mörk morf, så kallad blågås.
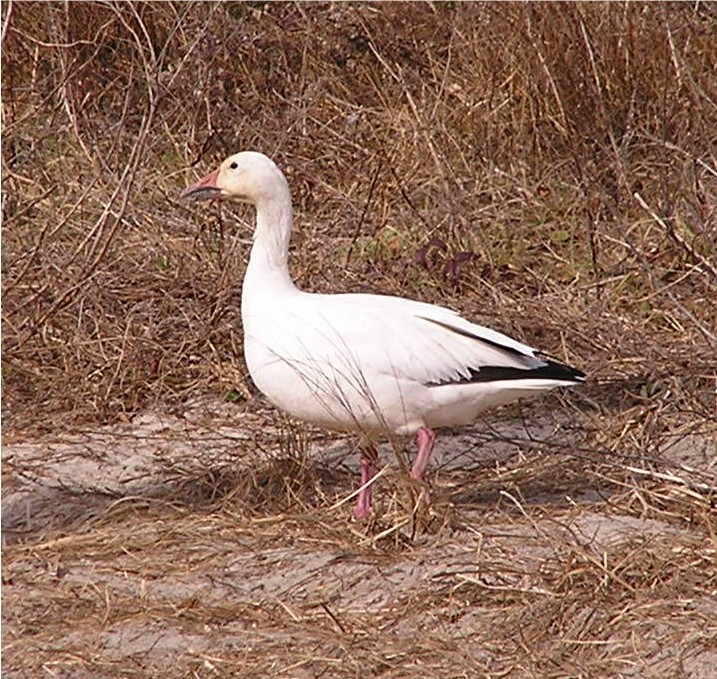
Ljus morf.
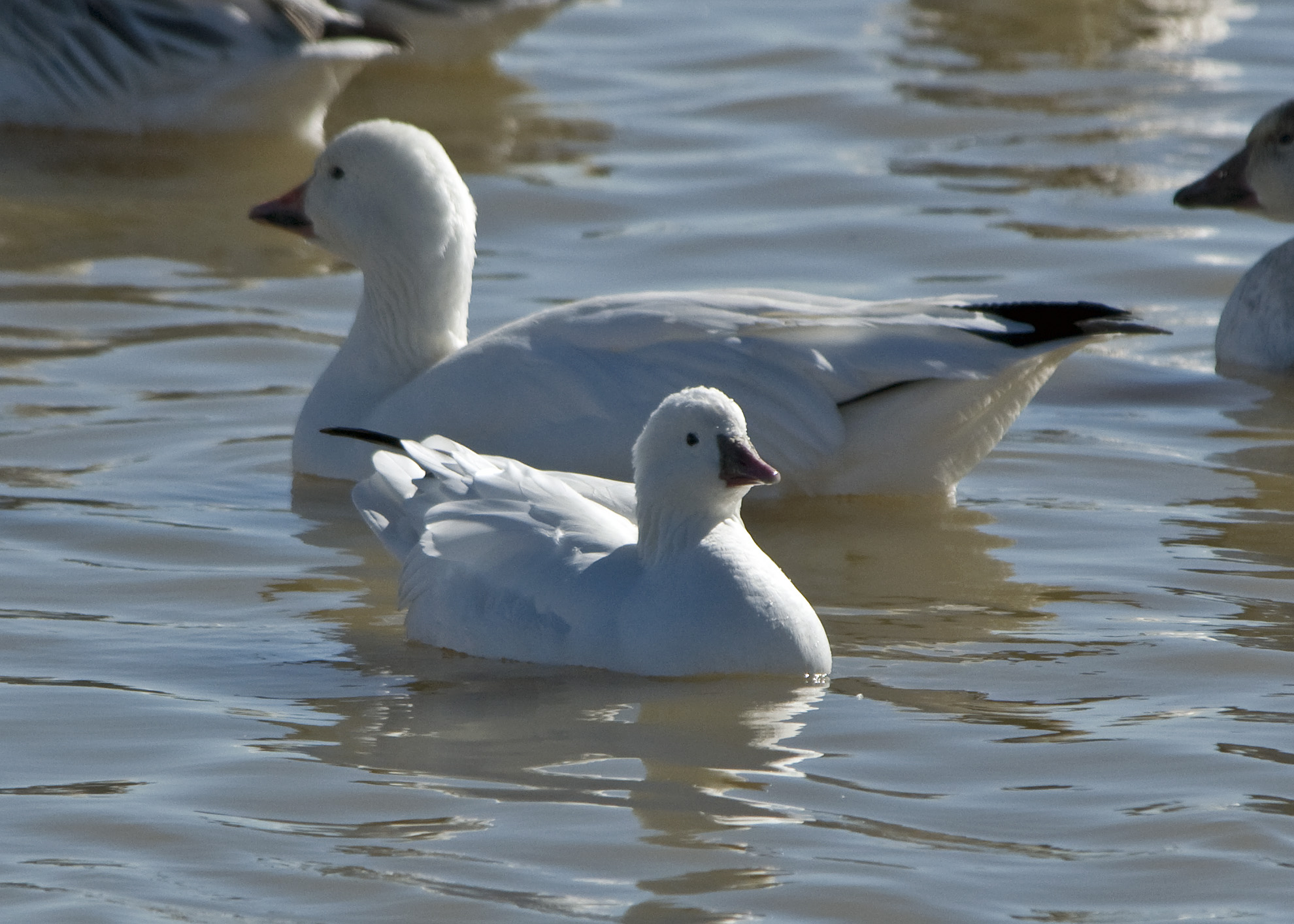
Snögås med dvärgsnögås.

## Läten
Snögåsens läte är rätt egenartat, mjukt böjda, kacklande "koick". Varningslätet är ett hårt och bastonigt "angk-ak-ak-ak". Ljudet från flockar är rätt lugnt med stora skillnader i tonhöjd.

## Utbredning och systematik
Snögåsen häckar i nordvästra Grönland, norra Kanada och Sibirien. Den övervintrar huvudsaklig i USA. Sällan träffar man denna art i Europa. Vid flyttningen finns stora flockar med några tusen djur. Eftersom snögåsen är en vanlig parkfågel så bedöms oftast de fåglar som observeras i Europa vara parkrymlingar.
Snögåsen delas in i två underarter med följande utbredning:
- Anser caerulescens caerulescens – häckar i nordöstra Sibirien, norra Alaska och nordvästra Kanada; övervintrar i södra USA, norra Mexiko och Japan
- Anser caerulescens atlanticus – häckar i nordöstra Kanada och på nordvästra Grönland; övervintrar i nordöstra USA

Tidigare placerades arten i släktet Chen tillsammans med de andra nordamerikanska gässen kejsargås och dvärgsnögås. Genetiska studier från 2016 visar dock att arterna i Chen är inbäddade i Anser.
Snögås ses regelbundet i Sverige, men inget av fynden har bedömts med säkerhet härröra från vilda fåglar.

## Ekologi
Vid slutet av maj bygger snögåsen sitt bo på marken. Boet består av lav och fjädrar. Den lägger mellan fyra och sex ägg som nästan är vita. Honan ruvar i cirka tre veckor och vårdar sedan ungarna ytterligare i sex veckor. Snögåsen blir könsmogen efter tre år. Som föda tar den gräs, frön och rot.

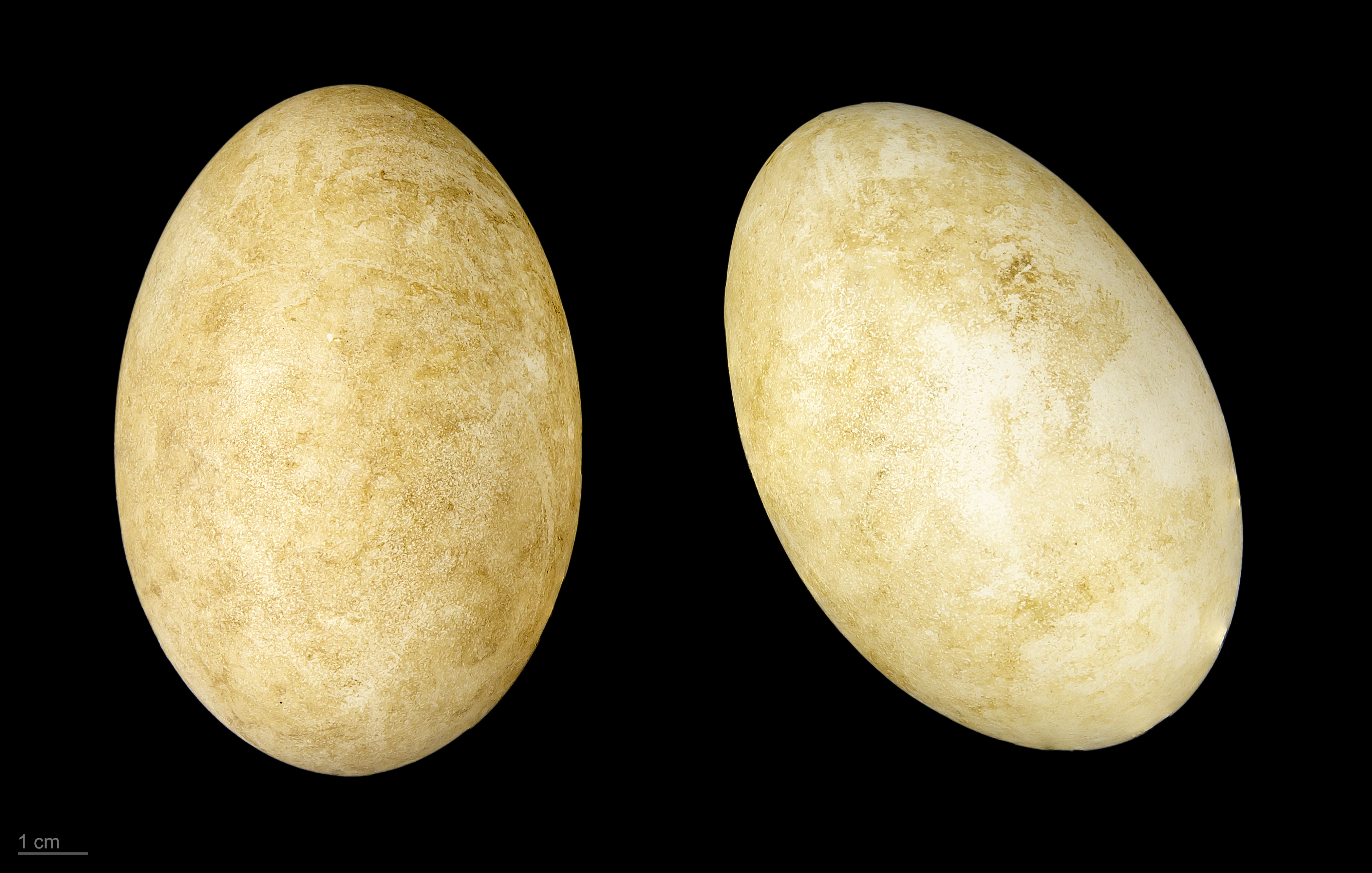
Ägg från snögåsen.

## Status och hot
Arten har ett stort utbredningsområde och en stor population, och tros öka i antal. Utifrån dessa kriterier kategoriserar IUCN arten som livskraftig (LC). Världspopulationen uppskattas till mellan 5,3 och 6,3 miljoner individer. I Europa tros det häcka 1 000–2 000 friflygande par.

## Namn
Fågeln har på svenska även kallats polargås.